# Сацумон
Культура Сацумон (яп. 擦文文化 Сацумон бунка) — земледельческая археологическая культура пост-дзёмонского горизонта. Существовала на севере о. Хонсю и юге Хоккайдо (700—1200 г. н. э.)
Носители данной культуры отождествляются с эмиси, либо со смешением эмиси с японцами, либо даже с предками современных айнов. Возможно, возникла в результате слияния культур яёй-кофун с культурой дзёмон.
Предполагается, что сацумонская культура распространилась с севера Хонсю на Хоккайдо, Сахалин, Курильские острова и на юг Камчатки, где слилась с охотской культурой или вытеснила её.